# 不文憲法
不文憲法（ふぶんけんぽう、英: uncodified constitution）とは、実質的意味における憲法であって、法典化されていないものをいう。この意味での不文憲法は、非成典憲法（ひせいてんけんぽう）や不成典憲法（ふせいてんけんぽう）とも呼ばれる。
狭義の不文憲法（英: unwritten constitution）は、慣習憲法とも呼ばれ、実質的意味における憲法が判例や慣習の形式で成立しているものをいう。

## 概要
非成典憲法とは、憲法の一形態であって、国家の基本的な準則が、しばしば慣習、慣行、先例ならびに様々な法律および法的文書の形をとるものである。
このような憲法制度においては、上記の諸要素が、裁判所、立法府および官僚制によって政府を拘束しその権力を制限するものとして認められることもある（そうでないこともある）。
このような枠組みは不正確に「不文憲法」と呼ばれることもあるが、非成典憲法の要素の全ては、通常、様々な公文書において記載されているのであり、単一の文書に法典化されていないに過ぎない。
非成典憲法の長所は、柔軟に弾力的で融通が利く点である。しかし、重要な短所として、その憲法の根本的な内容を成す慣行および慣習に対する理解の相違に起因して議論が生じる可能性がある。
統治上の新たな状況・事態の解決は、先例によるか、または新たな法律を制定することによってなされ得る。
法典化された憲法とは異なり、憲法規範の制定に特別な手続を要しないし、制定された憲法規範は他の法律に必ずしも優越するわけではない。非成典憲法を有する国には、その統治の原則を熟慮の上で決定した特別な時期というものがない。その代わり、その国の歴史を通じて生じる政治的および社会的な勢力に応じて進化することが許されているのである。
制度全体として見ると、成典憲法と非成典憲法の違いは程度の問題である。成典憲法も、時の経過により、補助的立法や慣例によって上塗りされていくものである。

## 現在の例
以下の国々は、憲法が成典化されていないとされる。
- イギリス: イギリス憲法は複数の文書として実質的に存在しており、最初からイギリス憲法として作られた単一の文書（成典憲法）は存在しない。市民革命の一例であるイギリス革命（1639～1660年・1688～1689年）は、専制的な国王チャールズ1世を処刑するなど急激な変化を起こし、近代化はイギリスを含む市民社会の立憲主義を確立していった。イギリス憲法は非成典憲法であるため、1998年人権法や2000年の情報自由法など多くの法律が追加されてきた。

一方で、歴史上の広義的な立憲主義の確立は約800年以上続けられてきた事柄であり、それはイギリスの市民革命が（米仏と異なり）成典憲法を生まない一因となった。広義的な立憲主義の先駆は1215年のマグナ・カルタ（大憲章）であり、議会と司法機関による法律の制定・運用が発展していった。イギリスが成典憲法という制度に最も近づいたのは、1707年連合条約である。しかしこれは、スコットランドで法的・学術的な調査の対象となっただけで、イングランドとウェールズでも注目されなかった。
- イスラエル: 独立宣言においては1948年10月2日までの憲法制定が約束されていたが、クネセトにおいて見解の相違を解消できなかったため、完全な憲法典は未だ制定されていない。しかしながら、幾つかの基本法が存在する。
- サウジアラビア: サウジアラビアは法的拘束力のある成文憲法を持たない[6]。クルアーンが最高の法源として引用されているが、クルアーンはイスラムのための宗教の原典であって、特定の独立国家のために作られた憲法ではない。一方で、これに優越するものではないが、他の国々の憲法に類似した内容のサウジアラビア基本法が、1992年に勅令により採択された[7]。
- ニュージーランド: ニュージーランドの憲法（英語版）を参照。
- サンマリノ: サンマリノ共和国憲法を参照。
- スウェーデン: スウェーデンの憲法は、4つの基本法からなる。

### 一部要素での事例
- カナダ: カナダ憲法（英語版）が存在するが[8]、憲法制度の重要な側面は法典化されていない。憲法典の前文では、憲法は、（法典化されていない）「イギリスのそれに原則として類似するもの」と宣言されている[8]。これは連邦と州それぞれに適用されるが、連邦および州のいずれも、自身が専属的に管轄する領域においては修正しまたは新規に立法する権限を有する[9]。

## 過去の例
- ローマ共和国憲法（英語版）: 十二表法とその他の成文法から構成されていた。
- フィンランド大公国は、その終焉に至るまで法典化された憲法を持たなかった。同国憲法は、ロシア統治時代を通して、主にフィンランドとロシア帝国との関係を規律するものであったにもかかわらず、ロシア皇帝（1809年から1917年までフィンランド大公も兼任していた）は、自律的かつ独立したフィンランド憲法の存在を明確には認めなかった。19世紀末までには、第一線のフィンランド人の知識人ら（自由主義者と民族主義者、そして後に、社会主義者も含む。）は、フィンランドは自ら権利を享有する立憲国家であって、ロシアとは単なる同君連合に過ぎないと考えるようになった。この考えは、台頭するロシアのナショナリズムと、スラブ民族だけのための単一国家を求めるロシアと衝突し、結局はロシア化政策（英語版）という形でフィンランドの分離主義や立憲主義と対立することになった。ロシア化政策により、1905年から1908年までの間の短時間を除いて、1899年から1917年の二月革命に至るまで、フィンランドの自治は広範囲にわたって制限された。1917年に成立したロシア臨時政府は最終的にフィンランドの憲法を認容し、そして十月革命の後、ロシア連邦共和国のボリシェヴィキ政権は1917年の大みそかにフィンランドの独立宣言を認めたのだった。
- フランスの第三共和制憲法: 1875年にそれぞれ成立した3つの憲法的法律から構成される非成典憲法であり[10]、1940年代まで効力を維持した。
- ハンガリーでは慣習法に基づく諸法令から成る歴史的憲法典（ハンガリー語版）が有効だった。クン・ベーラに指導された革命期には成文憲法が成立したものの、ホルティ・ミクローシュ政権下で再度不文憲法に戻り1949年になって成文憲法が制定された。
- 1969年から1975年までの間のリビア
- 1996年以前のオマーン
- 2001年以前のクイーンズランド州（詳細はクイーンズランド憲法（英語版）を参照）。
- 2008年以前のブータン[11]